# 梓山冲水库
梓山冲水库是中国湖南省益阳市赫山区境内的一座水库，位于资江烂泥湖上，建于1960年。水库正常库容为1037万立方米，集雨面积为16平方千米，海拔为51.5米。